# Acido cogico
L'acido cogico (in inglese kojic acid) è un agente chelante prodotto da diverse specie di funghi, in particolare dalla specie Aspergillus oryzae, il cui nome comune in giapponese è koji.
L'acido cogico è un sottoprodotto del processo di fermentazione del riso maltato, che si usa nella produzione del sakè, il vino di riso giapponese.
Esso è un debole inibitore della formazione di pigmenti in tessuti vegetali e animali ed è utilizzato nell'industria alimentare e cosmetica per conservare i prodotti o variarne il colore.
Agisce da chetante con numerosi ioni metallici: con gli ioni ferrici forma un complesso di colore rosso brillante.

## Biosintesi
Studi di marcatura con 13C hanno dimostrato almeno due percorsi di biosintesi dell'acido cogico.
Nella via comune, gli enzimi deidratasi convertono il glucosio in acido cogico.
Anche i pentosi sono validi precursori, nel qual caso si ritiene che il diidrossiacetone possa essere un intermedio.

## Impieghi
L'acido cogico può essere utilizzato sulla frutta tagliata per prevenire l'imbrunimento ossidativo, nei frutti di mare per conservare i colori rosa e rosso e in cosmetica per schiarire la pelle.
Un esempio dell'ultimo tipo di impiego è il suo utilizzo per trattare le malattie della pelle quali il melasma.
L'acido cogico ha anche proprietà antibatteriche e antifungine.